# Briant Ier de Châteaubriant

Briant ou Brient Ier de Châteaubriant, dont la date exacte de naissance est inconnue, est décédé avant le 9 février 1063. Il est le fils de Teuharius de Châteaubriant et de Innoguent ( † entre 1064 et 1066, elle est la fille de Hammon Ier [ † vers 1030], vicomte d'Aleth).
Avec Briant ou Brient commence l'histoire de la seigneurie de Châteaubriant lorsqu'il édifie  une forteresse sur une motte au bord de la Chère destinée à poursuivre la fortification de la frontière des marches de Bretagne (entre 1028 et 1050). L'endroit était jusque-là désert.
Une cité s'est développée autour du château et fut appelée Châteaubriant du nom de son fondateur. 
Il a fondé le prieuré Saint-Sauveur de Béré, l'église Saint-Jean de Béré, et le premier château en 1015. 
Cette forteresse faisait partie des marches de Bretagne avec Vitré, Fougères, frontière chargée de défendre la Bretagne face au royaume de France, mais aussi au comté d'Anjou.
En une dizaine d'années, Briant et ses deux premiers fils affirment leur influence sur tout le nord du pays nantais. Alliés de Mathias Ier de Nantes, ils sont notamment en guerre contre Robert Ier de Vitré entre 1049 et 1050.
Toutefois, leurs seigneurs étaient les comtes de Rennes et non ceux de Nantes.

## Descendance
Briant a quatre fils de son épouse Aldelende et un fils illégitime avec une concubine dont trois lui succèdent
- Geoffroy Ier de Châteaubriant, dit Le Vieux (Gauzfred) ( † avant 1066), seigneur de Châteaubriant, princeps, il prend part à la Première croisade, sans postérité, fils du précédent.

- Tehel de Châteaubriant ( † avant 1084), seigneur de Châteaubriant, frère du précédent.

- Guy, son frère ;

- Brient son frère ;

- Geoffroy de Châteaubriant, dit Le Bâtard, seigneur de Châteaubriant, demi-frère des précédents.